# Heptatló
L'heptatló és una competició combinada de set proves d'atletisme que es realitzen en dos dies consecutius per un mateix atleta. El nom amb què es coneix aquesta prova és d'origen grec: (hepta [set] +athlon [competició]).
Existeixen dos tipus d'heptatló, depenent de si es disputa en pista coberta o a l'aire lliure. La puntuació en ambdues versions és similar. En cada prova els atletes hi aconsegueixen punts en funció del resultat obtingut.

## Heptatló en pista coberta
Prova que es disputa en campionats d'atletisme de pista coberta per part dels homes.
El primer dia es realitzen les següents proves i per aquest ordre: 
- 60 metres llisos
- Salt de llargada
- Llançament de pes
- Salt d'alçada

El segon dia:
- 60 metres tanques
- Salt amb perxa
- 1000 metres

## Heptatló a l'aire lliure
Aquesta prova es disputa oficialment en campionats d'atletisme a l'aire lliure per part de les dones.
El primer dia es realitzen les següents proves i per aquest ordre: 
- 100 metres tanques
- Salt d'alçada
- Llançament de pes (4Kg)
- 200 metres llisos

El segon dia:
- Salt de llargada
- Llançament de javelina
- 800 metres

## Millors marques

### Millors marques femenines
- Actualitzat a agost de 2018[1]

| Pos. | Punts | Atleta                          | Data                | Lloc      | Ref.  |
| ---- | ----- | ------------------------------- | ------------------- | --------- | ----- |
| 1    | 7.291 | Jackie Joyner-Kersee (USA)      | 23–24 setembre 1988 | Seül      |       |
| 2    | 7.032 | Carolina Klüft (SWE)            | 25–26 agost 2007    | Osaka     |       |
| 3    | 7.013 | Nafissatou Thiam (BEL)          | 27–28 maig 2017     | Götzis    | [ 2 ] |
| 4    | 7.007 | Larisa Nikitina (URS)           | 10–11 juny 1989     | Bryansk   |       |
| 5    | 6.985 | Sabine Braun (GER)              | 30–31 maig 1992     | Götzis    |       |
| 6    | 6.955 | Jessica Ennis (GBR)             | 3–4 agost 2012      | Londres   |       |
| 7    | 6.946 | Sabine Paetz (GDR)              | 5–6 maig 1984       | Potsdam   |       |
| 8    | 6.942 | Ghada Shouaa (SYR)              | 25–26 maig 1996     | Götzis    |       |
| 9    | 6.935 | Ramona Neubert (GDR)            | 18–19 juny 1983     | Moscou    |       |
| 10   | 6.889 | Eunice Barber (FRA)             | 4–5 juny 2005       | Arles     |       |
| 11   | 6.859 | Natalya Shubenkova (URS)        | 20–21 juny 1984     | Kíev      |       |
| 12   | 6.858 | Anke Behmer (GDR)               | 23–24 setembre 1988 | Seül      |       |
| 13   | 6.847 | Irina Belova (RUS)              | 1–2 agost 1992      | Barcelona |       |
| 14   | 6.836 | Carolin Schäfer (GER)           | 27–28 maig 2017     | Götzis    | [ 2 ] |
| 15   | 6.832 | Lyudmila Blonska (UKR)          | 25–26 agost 2007    | Osaka     |       |
| 16   | 6.831 | Denise Lewis (GBR)              | 29–30 juliol 2000   | Götzis    |       |
| 17   | 6.815 | Laura Ikauniece-Admidiņa (LAT)  | 27–28 maig 2017     | Götzis    | [ 2 ] |
| 18   | 6.808 | Brianne Theisen-Eaton (CAN)     | 30–31 maig 2015     | Götzis    |       |
| 19   | 6.803 | Jane Frederick (USA)            | 15–16 setembre 1984 | Talence   |       |
| 20   | 6.778 | Nataliya Dobrynska (UKR)        | 30–31 juliol 2010   | Barcelona |       |
| 21   | 6.765 | Yelena Prokhorova (RUS)         | 22–23 juliol 2000   | Tula      |       |
| 22   | 6.759 | Katarina Johnson-Thompson (GBR) | 9–10 agost 2018     | Berlín    | [ 3 ] |
| 23   | 6.750 | Ma Miaolan (CHN)                | 11–12 setembre 1993 | Beijing   |       |
| 24   | 6.742 | Yorgelis Rodriguez (CUB)        | 26-27 maig 2018     | Götzis    | [ 4 ] |
| 25   | 6.741 | Heike Drechsler (GER)           | 10–11 setembre 1994 | Talence   |       |

A continuació es mostra una llista d'altres marques iguals o superiors a 6.875 punts:
- Jackie Joyner-Kersee també puntuà 7.215 (1988), 7.158 (1986), 7.148 (1986), 7.128 (1987), 7.044 (1992), 6.979 (1987), 6.910 (1986), 6.878 (1991).
- Carolina Klüft també puntuà 7.001 (2003), 6.952 (2004), 6.887 (2005).
- Jessica Ennis també puntuà 6.906 (2012).
- Sabine John (Paetz) també puntuà 6.897 (1988).
- Larisa Nikitina també puntuà 6.875 (1989).

### Millors marques masculines
- Actualitzat a agost de 2018[5]

| Pos. | Punts | Atleta                        | Data                   | Lloc       | Ref.  |
| ---- | ----- | ----------------------------- | ---------------------- | ---------- | ----- |
| 1    | 6.645 | Ashton Eaton (USA)            | 9–10 març 2012         | Istanbul   |       |
| 2    | 6.479 | Kevin Mayer (FRA)             | 4–5 març 2017          | Belgrade   | [ 6 ] |
| 3    | 6.476 | Dan O'Brien (USA)             | 13–14 març 1993        | Toronto    |       |
| 4    | 6.438 | Roman Šebrle (CZE)            | 6–7 març 2004          | Budapest   |       |
| 5    | 6.424 | Tomáš Dvořák (CZE)            | 25–26 febrer 2000      | Ghent      |       |
| 6    | 6.418 | Christian Plaziat (FRA)       | 28–29 febrer 1992      | Gènova     |       |
| 7    | 6.415 | Sebastian Chmara (POL)        | 28 febrer –1 març 1998 | València   |       |
| 8    | 6.412 | Lev Lobodin (RUS)             | 7–8 febrer 2003        | Moscou     |       |
| 9    | 6.374 | Erki Nool (EST)               | 6–7 març 1999          | Maebashi   |       |
| 10   | 6.372 | Eelco Sintnicolaas (NED)      | 2–3 març 2013          | Gothenburg |       |
| 11   | 6.371 | Bryan Clay (USA)              | 8–9 març 2008          | Valencia   |       |
| 12   | 6.362 | Mikk Pahapill (EST)           | 7-8 març 2009          | Turin      |       |
| 13   | 6.361 | Tom Pappas (USA)              | 15-16 març 2003        | Birmingham |       |
| 14   | 6.353 | Ilya Shkurenev (RUS)          | 7-8 març 2015          | Prague     |       |
| 15   | 6.343 | Damian Warner (CAN)           | 2–3 març 2018          | Birmingham | [ 7 ] |
| 16   | 6.303 | Andrei Krauchanka (BLR)       | 7-8 març 2014          | Sopot      |       |
| 17   | 6.300 | Aleksey Drozdov (RUS)         | 12-13 març 2010        | Penza      |       |
| 18   | 6.293 | Jón Arnar Magnússon (ISL)     | 6-7 març 1999          | Maebashi   |       |
| 19   | 6.291 | Frank Busemann (GER)          | 2-3 febrer 2002        | Tallinn    |       |
| 20   | 6.279 | Mike Smith (CAN)              | 13-14 març 1993        | Toronto    |       |
| 20   | 6.279 | Arthur Abele (GER)            | 7-8 març 2015          | Prague     |       |
| 22   | 6.273 | Jeremy Taiwo (USA)            | 27-28 febrer 2015      | Boston     |       |
| 23   | 6.265 | Maicel Uibo (EST)             | 2–3 març 2018          | Birmingham | [ 7 ] |
| 24   | 6.259 | Thomas van der Plaetsen (BEL) | 7-8 març 2014          | Sopot      |       |
| 25   | 6.254 | Oleksiy Kasyanov (UKR)        | 30-31 gener 2010       | Zaporizhia |       |

A continuació es mostra una llista d'altres marques iguals o superiors a 6.319 pts:
- Ashton Eaton també puntuà 6.632 (2014), 6.568 (2011), 6.499 (2010), 6.470 (2016).
- Roman Šebrle també puntuà 6.420 (2001), 6.358 (2000), 6.350 (2004), 6.319 (1999).
- Sebastian Chmara també puntuà 6.386 (1999).
- Bryan Clay també puntuà 6.365 (2004).
- Kevin Mayer també puntuà 6348 (2018).
- Eelco Sintnicolaas també puntuà 6.341 (2013).

## L'heptatló a Catalunya
Entre les heptaatletes catalanes destaquen la gironina Imma Clopés i l'hospitalenca Maria Vicente.

## Altres competicions combinades
- Biatló
- Duatló
- Triatló
- Quadratló
- Pentatló
- Pentatló modern
- Decatló